# Нісіо

Нішіо́ (яп. 西尾市, にしおし, МФА: [ɲiɕio ɕi̥]?) — місто в Японії, в префектурі Айті. Розташоване в південній частині префектури, у нижній течії річки Яхаґі.   Виникло на основі призамкового містечка самурайського роду Мацудайра. Отримало статус міста 1953 року. Площа становить 160,34 км². Станом на 1 серпня 2011 року населення складало 165 495  осіб, густота населення — 1030 осіб/км².  Основою економіки є харчова промисловість, автомобілебудування, металургія, хімічна промисловість, комерція. Традиційні ремесла — виробництво мікавської бавовни і зеленого чаю високого ґатунку. В місті розташовані Бібліотека рукописів Івасе та музей скла. 

## Історія
1 квітня 2011 року поглинуло містечка Іссікі, Кіра і Хадзу повіту Хадзу.